# ديني (لاعب كرة قدم)
ديني (بالبرتغالية: Valdisney Costa dos Santos‏) هو لاعب كرة قدم برازيلي في مركز الوسط، ولد في 2 مارس 1991 في تاغواتينغا في البرازيل. لعب مع أتلتيكو مينيرو ونادي أمريكا ونادي ريو فيردي.

## وصلات خارجية
- ديني (لاعب كرة قدم) على موقع قاعدة بيانات كرة القدم.إي يو (الإنجليزية)
- ديني (لاعب كرة قدم) على موقع Soccerway.com (الإنجليزية)